# 談天門
談天門（だんてんもん）は、平安京大内裏の外郭十二門のひとつである。右衛門府が警固を担当した。

## 概要

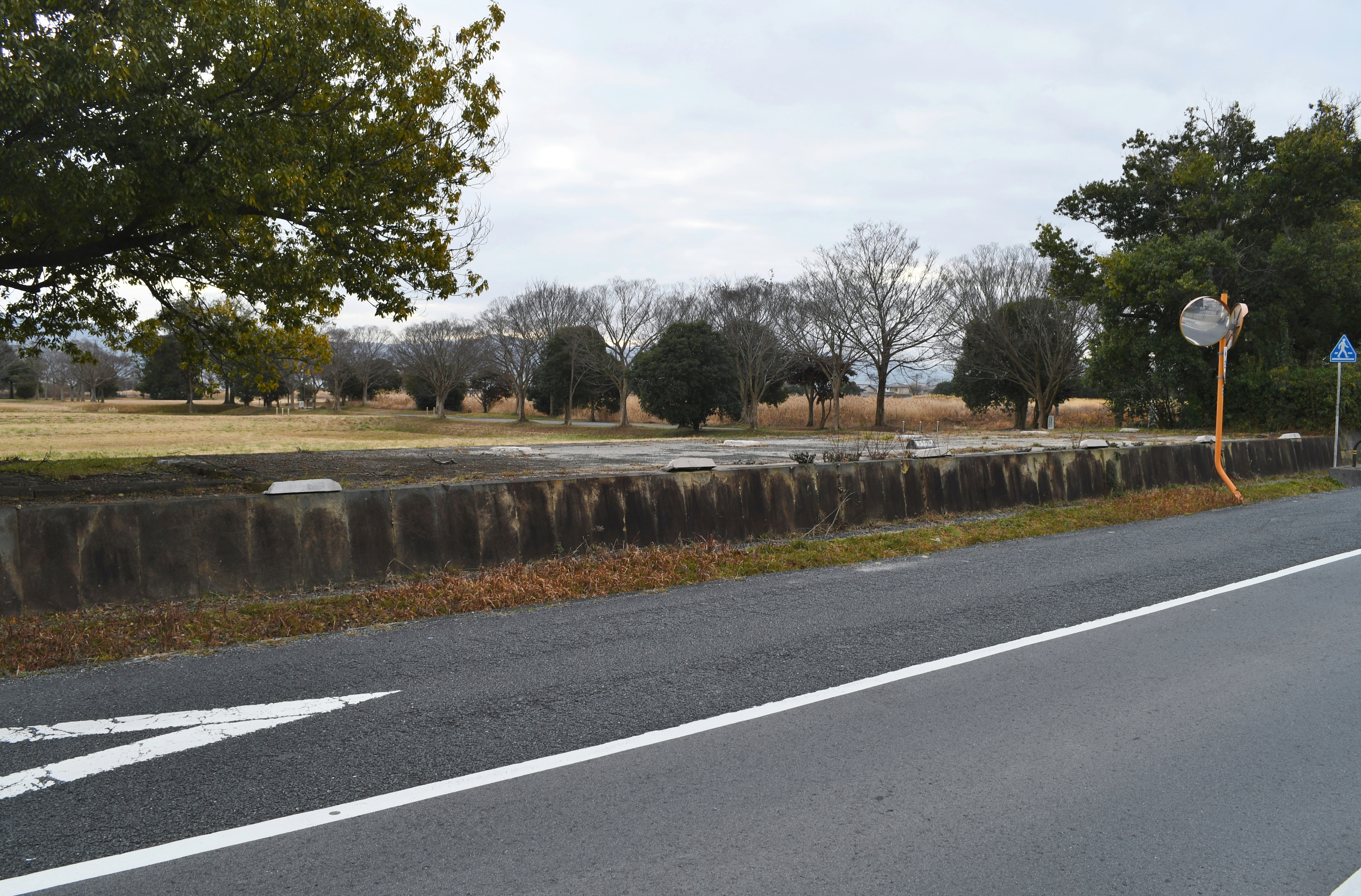
平城宮跡 玉手門跡

大内裏の西面、藻壁門の南。西大宮大路に面し、大炊御門大路に向かう。大きさは5間、戸3間だった。
延暦13年（794年）、宮城経営のとき阿波国が造営し、玉手氏がこれを監したことがその名称の由来（たまて → だんてん）。当初は玉手門と呼ばれた。門内に馬寮の建物があったため「馬寮御門」とも呼ばれた。弘仁9年（818年）、額を改め、小野篁の孫で書に優れる小野美材の筆額を掲げた。